# Mammillaria magnifica
Mammillaria magnifica är en kaktusväxtart som beskrevs av Franz Georg Philipp Buchenau. Mammillaria magnifica ingår i släktet Mammillaria och familjen kaktusväxter. Inga underarter finns listade i Catalogue of Life.

## Bildgalleri

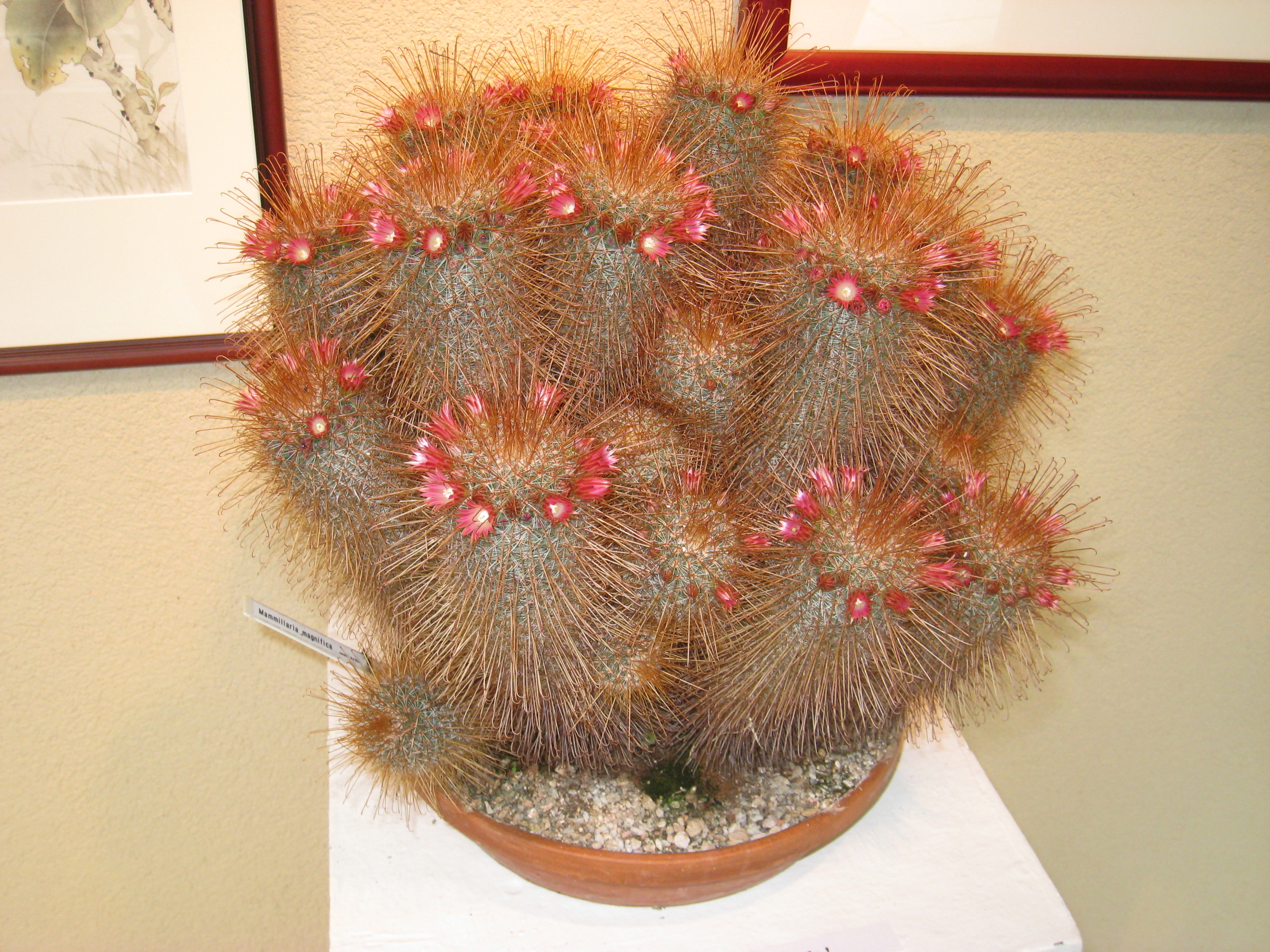